# Timo Laato
Timo Laato, född 30 oktober 1963, är en finländsk präst, teolog och författare.

## Biografi
Laato prästvigdes 1985 efter studier vid Åbo Akademi. Han blev teol.lic 1987 och fortsatte att studera vid Georg-August-Universität i Göttingen, Tyskland. Laato blev teol.dr i nytestamentlig exegetik. Hans avhandling hette Paulus und das judentum. Han var även militärpräst i Finland 1985-1986. Sedan 2019 är Laato fil.mag i grekisk och romersk litteratur. Sedan 1999 arbetar Laato som lektor i Nya Testamentets exegetik vid Församlingsfakulteten i Göteborg.
Laato har uttalat sig i media om svårigheterna för präster med en klassisk äktenskapssyn att verka i Svenska kyrkan.